# Ladevèze-Rivière
Ladevèze-Rivière – miejscowość i gmina we Francji, w regionie Oksytania, w departamencie Gers.
Według danych na rok 1990 gminę zamieszkiwało 245 osób, a gęstość zaludnienia wynosiła 18 osób/km² (wśród 3020 gmin regionu Midi-Pireneje Ladevèze-Rivière plasuje się na 818. miejscu pod względem liczby ludności, natomiast pod względem powierzchni na miejscu 848.).